# Tom Campbell
Thomas John Campbell (ur. 14 sierpnia 1952 w Chicago) – amerykański polityk, członek Partii Republikańskiej.

## Działalność polityczna
W okresie od 3 stycznia 1989 do 3 stycznia 1993 przez dwie kadencje był przedstawicielem 12. okręgu wyborczego w stanie Kalifornia w Izbie Reprezentantów Stanów Zjednoczonych. Od 1993 do 1995 zasiadał w stanowym Senacie Kalifornii. W okresie od 12 grudnia 1995 do 3 stycznia 2001 przez trzy kadencje był przedstawicielem 15. okręgu wyborczego w stanie Kalifornia w Izbie Reprezentantów Stanów Zjednoczonych.